# Goetghebueromyia paradoxa
Goetghebueromyia paradoxa är en tvåvingeart som beskrevs av Lindner 1938. Goetghebueromyia paradoxa ingår i släktet Goetghebueromyia och familjen vapenflugor.
Artens utbredningsområde är Kongo. Inga underarter finns listade i Catalogue of Life.